# أورلاندا أماريليس
أورلاندا أماريليس لوبيز رودريغز فرنانديس فيريرا، والمعروفة باسم أورلاندا أماريليس (بالإنجليزية: Orlanda Amarílis Lopes Rodrigues Fernandes Ferreira)‏ ولدت في عام 8 أكتوبر 1924 - وتوفيت في عام 1 فبراير 2014. كانت كاتبة في الرأس الأخضر. تعتبر كاتبة جديرة بالاهتمام والتي تتضمن موضوعاتها الأدبية الرئيسية وجهات نظر حول النساء الكاتبات، مع تصويرها لجوانب مختلفة من حياة نساء الرأس الأخضر وكذلك تصوير الشتات في الرأس الأخضر. وقد وصفت بأنها «بلا جدال واحدة من أكثر الكتاب موهبة في الرأس الأخضر».

## وصلات خارجية
- Barros, Maria Regina de, "Emigrar é preciso: viver não é preciso". Belo Horizonte: PUC Minas, 2005. 105p. (Dissertação de Mestrado), Programa de Pós-graduação em Letras).'
- https://web.archive.org/web/20091227172856/http://home.no/tabanka/literature.htm
- literatura de migrante, article by Benjamin Abdala Junior at Via Atlântica, no 2, July 1999, pp. 76–89 باللغة البرتغالية
- Cotidiano feminino descrito em obras de Orlanda Amarílis e Ivone Aída Ramos, article by Jussara de Oliveira Rodrigues, X SEL/Seminário de estudos literários, 2010, p. 9 باللغة البرتغالية